# James Odwori
James Odwori est un boxeur ougandais né le 23 octobre 1951 dans la colonie du Kenya.

## Carrière
Dans la catégorie des poids mi-mouches, James Odwori est médaillé d'or aux Jeux du Commonwealth britannique d'Édimbourg en 1970 ainsi qu'aux championnats d'Afrique de Nairobi en 1972. Aux Jeux olympiques d'été de 1972 à Munich, il est éliminé en quarts de finale par le Nord-Coréen Kim U-gil. Toujours dans cette catégorie, il est ensuite médaillé d'or aux Jeux africains de Lagos en 1973 puis médaillé d'argent aux Jeux du Commonwealth britannique de Christchurch en 1974.
Dans la catégorie des poids mouches, il est médaillé d'or aux championnats d'Afrique de Kampala en 1974.